# Louis Nachon
Pour les articles homonymes, voir Nachon.
Louis Nachon est un homme politique français né le 31 décembre 1898 à Conliège et décédé le 17 octobre 1983 à Lons-le-Saunier.

## Biographie
Son père est maire et conseiller d'arrondissement de son village natal pendant près de 30 ans, et négociant en vin. Louis Nachon marche sur ses pas en suivant des études à l'Institut œnologique et agronomique de Bourgogne puis à l'École supérieure de commerce de Dijon. En 1921, son père meurt et Louis Nachon est appelé à reprendre ses affaires, sans toutefois chercher à lui succéder politiquement.
En 1936 cependant, il se présente aux élections législatives sous les couleurs des Radicaux indépendants. Élu, il rejoint le groupe centriste de la Gauche démocratique et radicale indépendante. Siégeant dans l'opposition au Front populaire, il approuve néanmoins la dissolution des ligues ainsi que la loi créant les congés payés. Il s'oppose en revanche à la semaine de 40 heures.
Le 10 juillet 1940, il vote en faveur de la remise des pleins pouvoirs au Maréchal Pétain, pensant que celui-ci aiderait la Résistance, et se retire de la vie politique.
Il s'engage ensuite dans la Résistance dès 1941.

## Sources
- « Louis Nachon », dans le Dictionnaire des parlementaires français (1889-1940), sous la direction de Jean Jolly, PUF, 1960 [détail de l’édition]